# San Juan Bosco en Via Tuscolana (título cardenalicio)
El título cardenalicio de San Juan Bosco en Via Tuscolana fue instituido el 5 de febrero de 1965 por el papa Pablo VI mediante la constitución apostólica haec Sedes.

## Titulares
- Federico Callori di Vignale (1965-1971)
- Štěpán Trochta, S.D.B., título pro illa vice (1973-1974)
- Boleslaw Filipiak (1976-1978)
- Egano Righi-Lambertini (1979-1989)
- Virgilio Noè (1991-2002)
- Stephen Fumio Hamao (2003-2007)
- Vacante (2007-2010)
- Robert Sarah (20 de noviembre de 2010- 3 de mayo de 2021); título pro hac vice desde el 3 de mayo de 2021

- Datos: Q1088253